# Половинкин, Сергей Михайлович
Сергей Михайлович Половинкин (14 апреля 1935, Лосиноостровская — 17 июля 2018) — советский и российский философ и историк русской философии. Кандидат философских наук (1974), доцент (1981), доцент РГГУ.
Лауреат премии А. Л. Шанявского (2016) за выдающийся вклад в развитие фундаментальных гуманитарных исследований.

## Биография
Родился на станции Лосиноостровская Московской области (ныне в составе Москвы).
Окончил механико-математический факультет МГУ (1959) и аспирантуру кафедры философии (по другим данным — диалектического и исторического материализма) естественных факультетов МГУ (1965).
В 1965—1984 годах работал на кафедре философии МФТИ.
С 1984 г. доцент кафедры отечественной философии философского факультета Историко-архивного института (ныне РГТУ).
Один из основателей и участник действовавшего с 2004 года исследовательского семинара «Русская философия».
Член правления и соучредитель «Образовательного фонда имени братьев Сергея и Евгения Трубецких».
Входил в Координационный совет Общества историков русской философии им. В. В. Зеньковского.
Являлся куратором и автором Церковно-научного центра «Православная энциклопедия».
Многолетний участник программ Братства «Радонеж».
Друг «Дома А. Ф. Лосева».
Принимал участие в издании Собрания сочинений Флоренского, а также сочинений Булгакова, Е. Н. Трубецкого, Новосёлова и др.
Кандидатская диссертация — «Значение точных наук для обоснования философского знания (до Канта)» (1974).
Являлся членом авторского коллектива и редколлегии малого энциклопедического словаря «Русская философия» (М.: Республика, 1995. 654 с.).
Автор около 200 работ, книг «Всё» (Москва, 2004) и «Христианский персонализм священника Павла Флоренского» (М.: РГГУ, 2015. 362 с. ISBN 978-5-7281-1592-2).

## Труды
- П. А. Флоренский: Логос против хаоса : (Из цикла «Страницы истории отеч. филос. мысли»). — М. : Знание, 1989. — 63 с. — (Новое в жизни, науке, технике. Философия; 2/1989). — ISBN 5-07-000435-2
- Чтения памяти о. Павла Флоренского // Русская мысль. 1991. — 8 февр. (Соавт. Полищук Е.)
- Московская философско-математическая школа // Общественные науки в СССР. Серия 3. Философия. — М., 1991. — С. 43-67.
- Психо-аритмо-механик: философские черты портрета П. А. Некрасова // Вопр. истории естествознания и техники. 1994. — № 2. — С. 109—113.
- Евразийство и русская эмиграция // Трубецкой Н. С. История. Культура. Язык. — М., 1995. — С. 731—762.